# Anadia bogotensis
Anadia bogotensis är en ödleart som beskrevs av  Peters 1863. Anadia bogotensis ingår i släktet Anadia och familjen Gymnophthalmidae. Inga underarter finns listade i Catalogue of Life.